# Ghiacciaio Lennox-King
Il ghiacciaio Lennox-King è un ampio ghiacciaio lungo circa 70 km situato nella regione sud-occidentale della Dipendenza di Ross, nell'Antartide orientale. Il ghiacciaio, il cui punto più alto si trova a circa 1700 m s.l.m., si trova all'estremità meridionale dei monti della Regina Elisabetta, nell'entroterra della costa di Shackleton, e fluisce verso nord-est a partire dal versante meridionale del nevaio Bowden, scorrendo tra la scogliera Vertigo, a ovest, e l'estremità nord-orientale dei monti della Regina Alessandra, a est, fino ad andare a ricoprire l'insenatura di Richards e quindi ad alimentare la barriera di Ross.

Durante il suo percorso, il flusso del ghiacciaio Lennox-King è ingrossato da quello di diversi altri ghiacciai suoi tributari, tra cui figurano il Tillite, il Montgomerie e il  Mackellar, che gli si uniscono da sud, e il Fegley, lo Hewitt e l'Hoffman, che gli si uniscono da ovest.

## Storia
Il ghiacciaio Lennox-King è stato così battezzato dai membri della spedizione neozelandese di esplorazione antartica svolta nel periodo 1959-60 in onore del tenente comandante James Lennox-King, della regia marina neozelandese, in comando alla base di ricerca Scott nel 1960.